# Podgorje (gmina Višegrad)
Podgorje (cyr. Подгорје) – wieś w Bośni i Hercegowinie, w Republice Serbskiej, w gminie Višegrad. W 2013 roku liczyła 35 mieszkańców.